# 哈卡足球俱乐部
哈卡足球俱乐部（芬蘭語：FC Haka）是芬兰足球俱乐部，位于芬兰小镇瓦尔凯阿科斯基。是芬兰足坛最为成功的俱乐部之一，球队总共获得过9次芬兰联赛冠军和12次芬兰杯赛冠军。哈卡历史上和瓦尔凯阿科斯基地区的造纸业有着紧密的联系，球队现在的赞助商为世界著名的芬兰林业造纸集团芬欧汇川（UPM Kymmene）。

## 历史
俱乐部在1934年建成时叫做瓦尔凯阿科斯基哈卡。1949年球队晋级芬兰足球顶级联赛Mestaruussarja（现在的芬超，Veikkausliiga），到了1955年球队赢得了芬兰杯的冠军。
1960年代是俱乐部历史上最成功的时期，球队赢得了三次的联赛和杯赛冠军，包括1960年所获得的芬兰足球历史上首个双冠王称号。俱乐部在1972年降级但很快在一年后重返芬超并且在1977年再次获得双冠王。

## 球队荣誉
- 芬蘭足球超級聯賽: 1960, 1962, 1965, 1977, 1995, 1998, 1999, 2000, 2004
- 芬蘭盃: 1955, 1959, 1960, 1963, 1969, 1977, 1982, 1985, 1988, 1997, 2002, 2005
- 芬蘭聯賽盃: 1995